# 托勒密五世
托勒密五世「神顯者」（前209年10月9日—前180年9月），是 托勒密埃及第五位國王和法老，於前204年7月或8月—前180年9月在位。他是托勒密四世和王后阿爾西諾伊三世這對親姊弟的兒子。年僅五歲就登上王位，在一連串政爭中，政局頻繁更替，加上塞琉古帝國入侵和埃及人反叛，王國逐漸衰退。
當他5歲時他的父王母后突然離奇死亡，年幼的他被擁立為王，惡名昭彰的權臣阿加托克利斯成為他的攝政。在前202年阿加托克利斯被盛怒的亞歷山卓人民所推翻，但之後接替的攝政被證明沒有能力穩住局面，使國家陷入癱瘓。此時塞琉古帝國安條克三世和安提柯馬其頓腓力五世聯手趁著托勒密埃及衰弱之時，發動第五次敘利亞戰爭，使托勒密埃及喪失所有小亞細亞和黎凡特的領土，也喪失了對愛琴海區域的影響力。同時，托勒密五世還面對內部的動亂，自立的埃及本土法老從托勒密四世晚期開始就割據上埃及，甚至下埃及一部分地區也發生叛變。
在前196年托勒密五世成年並在孟菲斯加冕為埃及法老，後世知名的羅塞塔石碑就是為了慶祝這個場合所立的。之後他與安條克三世簽訂和約結束戰爭，並在前194/3年與安條克三世的女兒克麗奧佩脫拉一世結婚。原先羅馬共和國與塞琉古帝國敵對的部分緣由就是為托勒密埃及聲討，但托勒密自行議和的舉動讓羅馬人感到不悅，隨著羅馬與安條克三世之間的阿帕米亞和約簽訂，羅馬人不打算把托勒密埃及在小亞細亞的失土歸還，而是轉交給帕加馬王國和羅德島。儘管如使，托勒密五世的軍隊逐步收復南方叛亂的領土，在前186年上埃及重新回到王國的控制之中。在托勒密五世的最後幾年，他策畫發動新的戰爭對付塞琉古帝國，但這計畫因他在前180年9月突然逝世而被迫放棄，傳言是他的庭臣擔憂戰爭會導致災難而毒殺了他。
托勒密五世的統治期間，宮廷要人和埃及上層祭司的政治地位顯著提升，這模式一直持續到王國終末。又因為托勒密埃及在地中海地區勢力衰退崩壞，現代學者亞瑟·埃克斯坦認為埃及國力衰敗導致該地區發生「勢力轉移危機」，這誘使羅馬去征服東地中海一帶。

## 時空背景
托勒密五世是托勒密四世和親姊姊阿爾西諾伊三世的獨生子，父母倆在很年輕的時候就掌握大權，古代文獻還提到他的父王縱情於享樂和奢華，把治國大權交給了寵臣索西比烏斯和阿加托克利斯，阿加托克利斯有一位姊妹阿加托克勒亞是托勒密四世的情婦，她深得寵愛。在父親托勒密四世統治初期時的第四次敘利亞戰爭中，擊敗了世仇塞琉古帝國安條克三世對柯里敘利亞的入侵，但在後期時埃及本土發生大叛亂，托勒密埃及政府失去了對上埃及的控制，該地還出現一位自立為法老的埃及人霍爾溫尼菲爾（Horwennefer）。
托勒密五世出生在前210年，生日可能在10月9日，後世知名的羅塞塔石碑記載他的生日是古埃及曆的梅索里（Mesori）月30日，即現代曆法的前210年10月9日。但因為該日式埃及的大型節日，一些學者就懷疑這真實性，學者Ludwig Koenen就認為這不是托勒密五世真正的生日而是官方宣稱的生日。出生不久，很快的托勒密五世就被父親立為共治王，但羅賽塔石碑上埃及聖書體所書寫的法令又提到托勒密五世的登基日期是古埃及曆之帕奥皮（Paopi）月17日，即現代曆法的11月30日，但石碑的埃及世俗體卻說是在梅切伊爾（Mecheir）月17日，即現代曆法的前209年3月29日。學者們認為世俗體可能記載的是他成為共治王的日期，聖書體則是他繼位以後在孟菲斯加冕為埃及法老的日期。
在前204年7/8月間，他的父母雙雙離奇去世，當時他才5歲，關於他父母之死眾說云云，托勒密四世可能死於火災，但阿爾西諾伊三世之死就有諸多猜測，傳言托勒密四世去世後權臣們為了奪取王國攝政權而殺了先前被失寵冷落的阿爾西諾伊三世 。

## 攝政時期

### 阿加托克利斯的攝政
托勒密四世和阿爾西諾伊三世雙雙突然去世，索西比烏斯和阿加托克利斯隱瞞死訊秘不發喪，這段隱瞞的時間不清楚但至少一個禮拜以上。之後在前204年9月以前某刻 ，他們把禁衛軍和軍隊軍官們召集起來，在王宮宣布了國王和王后的死訊，並讓托勒密五世亮相，索西比烏斯阿把象徵王權的帶狀王冠（diadem）繫在托勒密五世的頭上宣布為王。同時，索西比烏斯阿也宣讀了托勒密四世的遺屬，遺屬提到要把攝政權交給索西比烏斯和阿加托克利斯，由情婦阿加托克勒亞和其母親歐楠特（Oenanthe）來照顧幼小的托勒密五世。當代的希臘歷史學家波利比烏斯認為這份遺囑是索西比烏斯阿加托克利斯假造的，現代的學者們多同意這觀點。此事之後索西比烏斯沒有再出現在歷史紀錄上，多認為他不久之後過世。學者Hölbl認為少了老練的索西比烏斯，阿加托克利斯的攝政在政治上就很致命。
阿加托克利斯為了鞏固自己的權位實施了很多方法，他發給亞歷山卓的士兵兩個月的軍餉來籠絡他們，一些顯貴被派往國外讓各國承認王位繼承，也防止這些顯貴在國內會挑戰阿加托克利斯的攝政權。其中，秘密謀殺阿爾西諾伊三世的費拉蒙（Philammon）他被派去當昔蘭尼總督，去穩定當地王國的統治。賽普勒斯總督珀羅普斯則被派去出使塞琉古帝國宮廷，懇求安條克三世他與托勒密四世在第四次敘利亞戰爭戰後的和約可以延續，不要開戰。索西比烏斯之子托勒密則出使馬其頓王國，向國王腓力五世提議兩國聯姻，希望托勒密五世成年後與腓力五世的女兒結婚。索西比烏斯另一子小索西比烏斯，他則派往羅馬共和國，可能向羅馬人尋求幫助來對抗安條克三世。但這些外交行動都失敗了。
隨後一年，安條克三世奪取托勒密王國在小亞細亞的卡里亞地區和城市阿米宗（Amyzon）。在前203年後半，安條克三世與腓力五世達成秘密協定，兩人決定瓜分托勒密埃及的海外領土 。眼看與塞琉古帝國的大戰在即，阿加托克利斯連忙派遣斯科帕斯帶領使團去希臘招募雇傭兵，為大戰做準備，但古希臘歷史學家波利比烏斯卻提到阿加托克利斯的意圖是雇傭一些效忠自己的傭兵，來取代對自己不滿的托勒密軍隊。

### 亞歷山卓政變
在托勒密四世生前，阿加托克利斯和其姊妹阿加托克勒亞就很受人民討厭，隨著一些國內顯貴被不公正的處決以及他們謀害了阿爾西諾伊三世的傳言四處流傳，人民對他們的厭惡程度越加擴大，在反阿加托克利斯派之中，培琉喜阿姆區守將特勒波勒摩斯被視為領袖，他的岳母曾被阿加托克利斯下獄且羞辱過。
前203年10月，紙包不住火，阿加托克利斯的惡行被傳開，引起民眾的普遍不滿，培琉喜阿姆的將軍特勒波勒摩斯帶頭發動勤王，準備要進軍封鎖進出亞歷山卓的要道。為了反制，阿加托克利斯召集禁衛軍和軍官們，假稱特勒波勒摩斯要叛變自立為王，向王軍訴求支持自己這方，但集會中馬其頓士兵們對於阿加托克利斯的言詞無視且頗不認同。當時城內流言四起，在反對派鼓動下馬其頓禁衛軍在晚上首先發難，發動政變攻向宮殿，全城民眾也加入這場暴亂中，他們要求阿加托克利斯交出小國王來。面對如此困境，阿加托克利斯只好交出小國王來換求身免。獲得勝利的反對派讓小國王騎在馬背上公開出現在體育場，來安穩騷動的民心。為了回應軍民強烈的訴求，索西比烏斯另一子小索西比烏斯勸說小托勒密五世判處那些謀殺阿爾西諾伊三世的人死罪，年僅七歲的托勒密五世在驚恐萬分下同意了，就這樣阿加托克利斯和多位他的黨羽，被暴民拖入體育場中凌遲而死。
事後特勒波勒摩斯立即趕倒亞歷山卓，與索西比烏斯之子小索西比烏斯一同被任命為托勒密五世的王國攝政。然而很快地因為特勒波勒摩斯把時間過度投入在與士兵們拳擊和飲酒之中，加上他是個好軍人但不是個好政治家，他花費太多金錢去招待希臘本土來的使團上，導致群眾開始反對他。小索西比烏斯的兄弟托勒密誘導小索西比烏斯一起暗自對付特勒波勒摩斯，但事跡敗露，小索西比烏斯因此被特勒波勒摩斯剝奪攝政之位。

### 第五次敘利亞戰爭

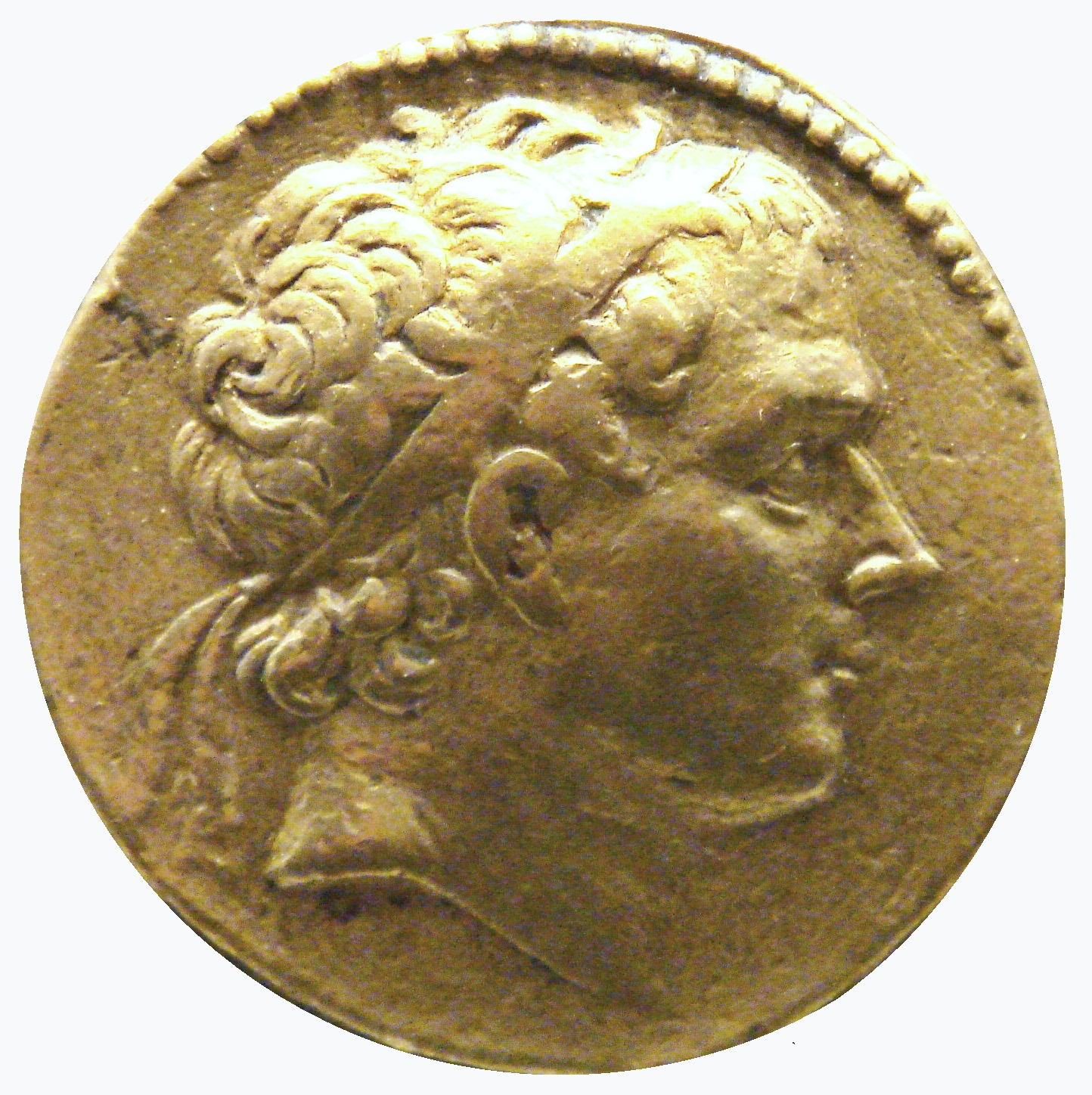
塞琉古帝國安條克三世。

自從在前217年第四次敘利亞戰爭被托勒密四世擊敗，塞琉古帝國安條克三世就一直等待時間復仇。在托勒密四世去世後，安條克三世在前203年奪取托勒密埃及在小亞細亞的海外領地，並與馬其頓腓力五世密謀瓜分埃及領土。在前202年腓力五世奪取托勒密埃及的色雷斯領地，同時安條克三世也入侵柯里敘利亞，爆發第五次敘利亞戰爭。安條克很快地攻陷大馬士革，王國攝政特勒波勒摩斯立即派遣使者前去羅馬求援。該年冬季之後，特勒波勒摩斯的攝政之位被阿里斯托梅尼所取代，他先前是阿加托克利斯的支持者。
局勢越來越對托勒密五世不利，埃及在柯里敘利亞的總督托勒密被安條克三世策反，帶著領土和部隊投靠塞琉古帝國，使南侵的塞琉古軍一路順暢攻入巴勒斯坦地區，甚至奪取了迦薩。同年，卡里亞和愛琴海的艦隊基地薩摩斯島於前201年落入馬其頓手中，卡里亞還受到腓力的軍隊入侵。馬其頓的介入導致該區域羅德島和阿塔羅斯王國的聯手反抗，這兩國也向羅馬派出使者求援，這導致前200年夏季當腓力五世攻取色雷斯和赫勒斯滂地區的托勒密埃及領土和一些獨立的希臘城邦時，羅馬共和國干涉馬其頓的擴張，爆發第二次馬其頓戰爭。
托勒密王國的將軍斯科帕斯他曾是埃托利亞同盟的統帥，在前些年與一支埃托利亞部隊被雇傭到埃及來。斯科帕斯在前年201/200年趁著塞琉古軍過冬之時發動反攻，收回一部份失地。前200年塞琉古安條克三世再度入侵，在帕尼翁戰役擊敗斯科帕斯，這場戰役註定托勒密埃及戰爭失敗。對於埃及的求援，羅馬派遣使團前去就近觀察戰爭發展，並不打算去強力干涉。安條克三世把斯科帕斯和埃及殘軍圍困在西頓，並在前199年夏季雙方協議城市易手，條件是斯科帕斯交出西頓城，而安條克讓斯科帕斯和埃及殘軍撤出。安條克隨後於前198年整年在鞏固他所新征服的柯里敘利亞、猶地亞地區，而托勒密埃及也永遠失去這些領土。前197年，安條克隨後繼續進攻托勒密埃及在小亞細亞領地，征服了奇里乞亞,、呂基亞和伊奧尼亞一帶的托勒密埃及所屬城市，其中著名的城市有克桑托斯、泰爾梅索斯（Telmessos）、以弗所。

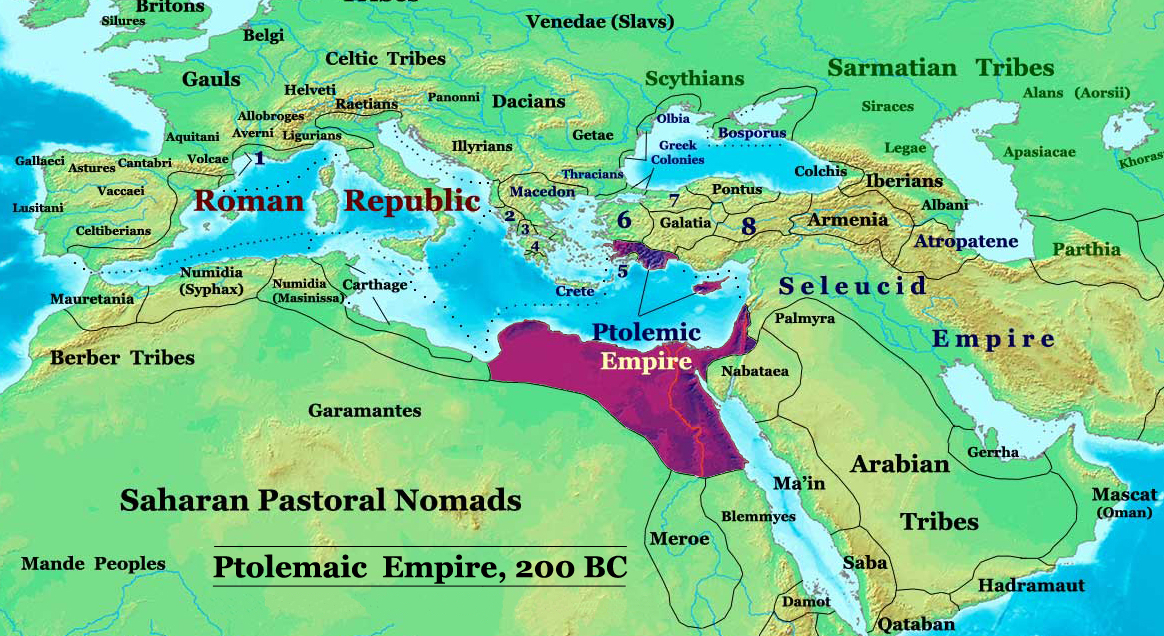
前202年，托勒密埃及疆域，第五次敘利亞戰爭爆發前.

### 埃及大叛亂持續
從托勒密四世後期統治之時上埃及爆發一場叛亂，一位本土埃及人自立為法老霍爾溫尼菲爾（Horwennefer）並從前205年11月起割據底比斯一帶。這場大叛亂開始後不久托勒密四世就過世，緊接著托勒密五世的攝政期和第五次敘利亞戰爭期這場大叛亂仍未平定。本土法老霍爾溫尼菲爾後來可能逝世，在前199年由另一位本土法老安赫瑪基斯（Ankhmakis）繼承其位，然而也有些學者認為安赫瑪基斯就是霍爾溫尼菲爾，他只是換個名字 。
不久之後，托勒密五世在前199年發起對南方的大規模平亂，8月時圍攻阿拜多斯，終在前199年後半時重新收復底比斯。但在隔年前198年，國內多處爆發反托勒密政權的另一波叛變，底比斯於前198年前半再淪陷。原先埃及原住民就要負擔很重的歲賦，隨著敘利亞戰爭節節失利，埃及人的負擔無疑更重。這股叛亂是否與安赫瑪基斯有無直接關聯不清楚，前197年甚至尼羅河三角洲的呂科波里（Lycopolis）也發生叛變，僅管托勒密軍隊奪回呂科波里，並殘酷懲戒叛亂的城鎮，當地反抗軍領袖於前196年3月26日於托勒密五世法老加冕禮中的慶典時被處決。

## 親自執政

### 成年加冕禮

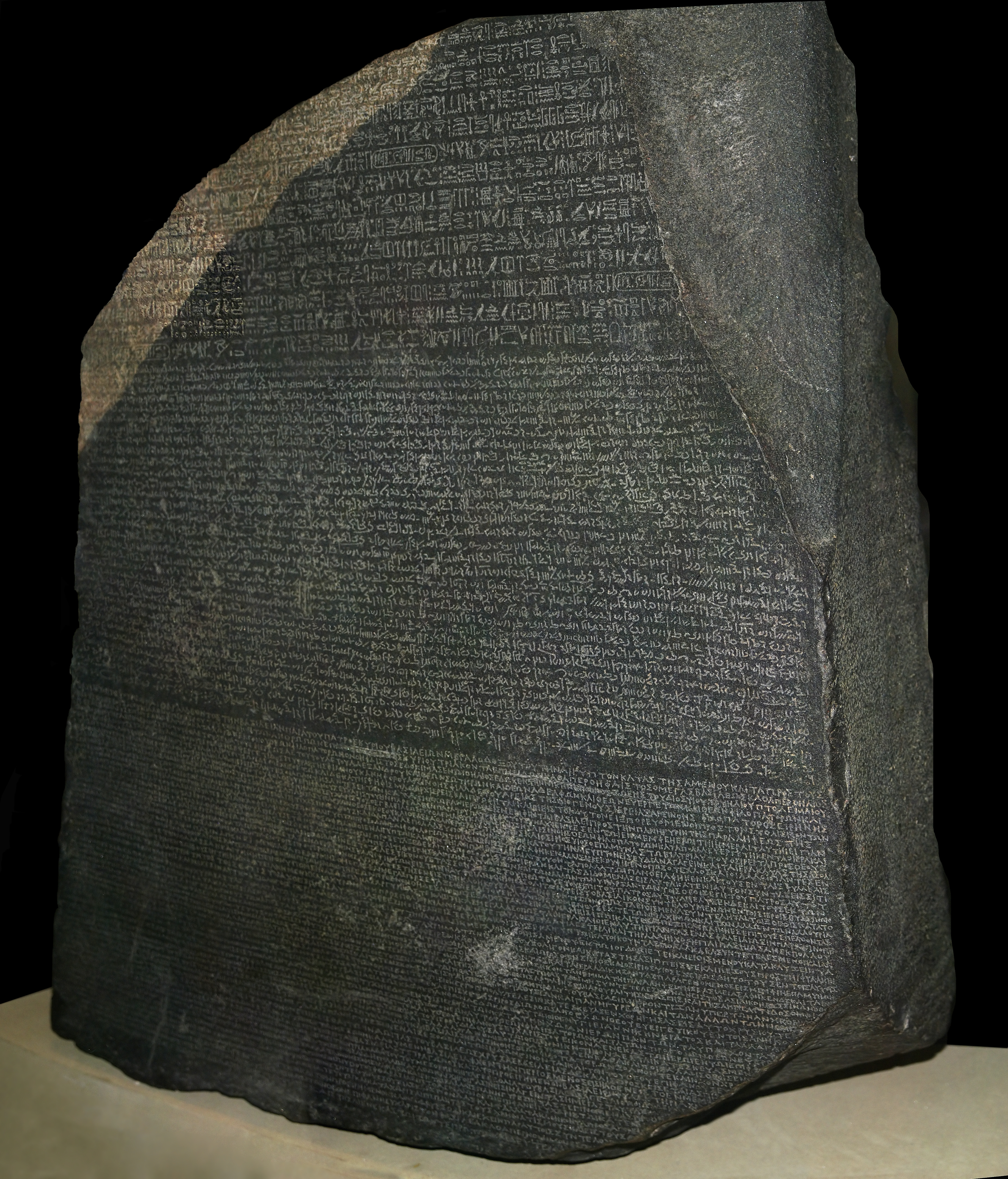
羅塞塔石碑上刻著孟菲斯詔書（Memphis decree）

在前197年，隨著托勒密埃及在與安條克三世的戰爭中節節敗退，徹底喪盡攝政阿里斯托梅尼當局的權威。大約在當年的10月或11月左右，托勒密王國賽普勒斯統帥波利克拉特斯（Polycrates）來到首都亞歷山卓，並為年僅13歲的托勒密五世安排一場成年加冕禮（anacleteria），宣示國王已成年，將親自執政。當時的希臘歷史學家波利比烏斯觀察，托勒密埃及臣民認為「一旦國王開始獨立掌控政府，不僅王國政局會增加一定的穩固性，且會注入新的力量步上繁榮」。托勒密五世在前196年3月26日的孟菲斯被卜塔大祭司立為埃及法老。波利克拉特斯因而成為托勒密五世的首相，而前任阿里斯托梅尼攝政在之後幾年內被迫自殺身亡。
在托勒密五世加冕為埃及法老後，全埃及的祭司聚集於孟菲斯召開一次宗教會議，通過孟菲斯教令（Memphis Decree）。這份教令刻在石碑上傳世，現僅存兩塊石碑，一為努巴拉石碑（Nubayrah Stele），另一即為鼎鼎大名的羅賽塔石碑。法令讚揚托勒密五世對埃及人民的奉獻，記載粉碎呂科波里叛軍的勝利，並稱讚他減免埃及神廟一系列稅收。這份法令曾被後世解釋為，祭司們因支持托勒密政府對付叛軍而得到的回報，但學者Günther Hölbl則認為這份教令是祭司階層權力增加的象徵。在他的觀點中，儘管托勒密當局比前幾任國王更需要祭司們的支持這點感到憂心，但祭司們斷有權力去豁免自身的稅務，政府別無選擇只能同意。

### 與安條克三世的和約

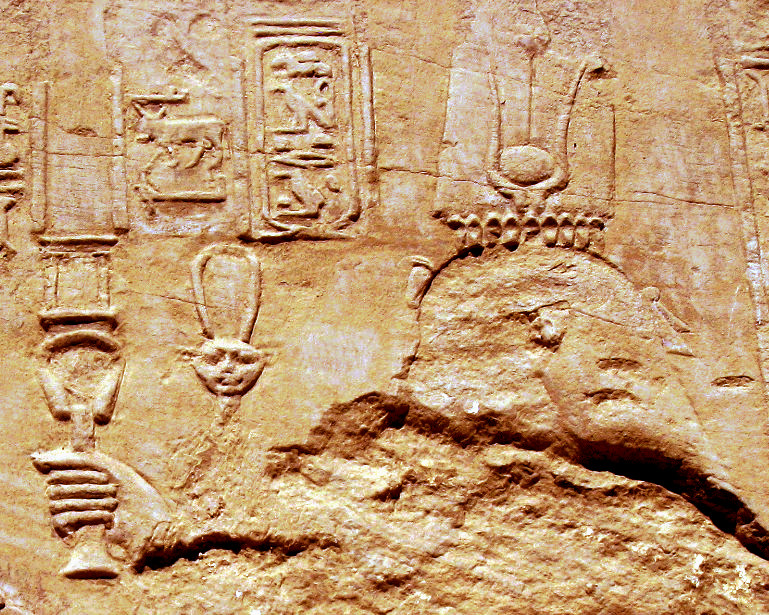
王后克麗奧佩脫拉一世已破損的畫像，來自埃爾·卡伯（El Kab）.

托勒密埃及與塞琉古帝國之間的戰爭從前202年起還尚未和談。當羅馬共和國在前197年於庫諾斯克法萊戰役擊敗馬其頓腓力五世之後，跨過赫勒斯滂、進軍色雷斯的安條克三世就成為羅馬人的假想敵。為了嚇止塞琉古帝國的擴張，在前196年後半或前195年前半某刻，羅馬派遣盧基烏斯·科爾內利烏斯·雷恩圖魯斯（Lucius Cornelius Lentulus）與安條克三世親自會談，其中一件議題就是希望塞琉古帝國和埃及停戰和談，但羅馬人要求安條克三世退出戰爭期間所得的占領地。這遭到安條克拒絕，並宣稱兩國早已在和談談判，羅馬人無功而返。接著，塞琉古帝國和托勒密埃及兩國簽訂和約，安條克把女兒克麗奧佩脫拉一世嫁給托勒密五世為后。在前194/193年冬季，16歲的托勒密五世迎娶克麗奧佩脫拉一世，她的年齡可能落在23歲至14歲間。婚禮舉辦在拉菲亞，也就是安條克三世曾經敗於托勒密四世的地點，象徵塞琉古帝國對柯里敘利亞的征服成功。這場戰爭托勒密王國幾乎失去除了賽普勒斯以外的海外領地，也讓埃及開始轉向日益強大的羅馬尋求保護。

### 平定埃及大叛亂
在前190年間，南方叛軍自立為埃及本土法老安赫瑪基斯與努比亞麥羅埃國王阿迪克哈拉馬尼（Adikhalamani）達成某種協定，作為麥羅埃人取得南部埃及城市賽伊尼的回報，在國王阿迪克哈拉馬尼協助下，前195年秋季埃及叛軍法老安赫瑪基斯奪回底比斯，安赫瑪基斯和托勒密五世的軍隊在艾斯尤特附近爆發激烈戰鬥。托勒密將軍科那努斯（Conanus）發起了收回失地的攻勢，在前191年後半或前190年前半，一份紙草記錄了底比斯城再一度回到托勒密五世的掌控。前187年，賽伊尼的麥羅埃國王阿迪克哈拉馬尼勢力被托勒密埃及逐出，他也被迫放棄支援叛軍，而曾經支持安赫瑪基斯的祭司們則與阿迪克哈拉馬尼的軍隊一同撤離，退往麥羅埃。前186年8月27日，叛軍法老安赫瑪基斯和他的兒子對底比斯發起最後拼死的攻擊，但被將軍科那努斯擊敗，安赫瑪基斯被活捉。這場勝利重新確立了托勒密埃及對上埃及和特拉康塔斯科諾斯（Triakontaschoinos）的統治，從前206年阿迪克哈拉馬尼開始統治的這一區域，這段時期在神殿中記錄國王們的碑文，後來被收復該地的托勒密當局抹去王名。
安赫瑪基斯在前186年9月被送往首都亞歷山卓處死。之後祭司們在亞歷山卓召開一場正式的宗教會議，通過了今日被稱為菲勒斯二號教令（Philensis II decree）的文件。這份教令中，安赫瑪基斯因反叛和反人性和褻圖神明之罪行而被嚴厲譴責。一個月後，於前186年10月9日，托勒密五世宣布「大赦」，除了搶劫神廟外，免除在前186年9月以前所有逃犯和流民所犯下的任何罪行，並要求他們返回原住地。這法令是讓人民回去耕種，先前的土地因長年的戰亂而荒蕪。為了預防南部再度發生叛亂，托勒密當局在上埃及建立新的軍事管轄官，前187年首任大總督（epistrategos）就由科那努斯擔任，並讓許多希臘裔士兵定居於南方的城市和鄉村，作為當地駐軍，因應可能的動亂。
下埃及的叛軍持續騷動，在前185年大臣波利克拉特斯成功鎮壓了反亂。他向那些叛軍領袖們承諾，一旦投降他會寬容有禮的對待。叛軍領袖們信以為真，並在前185年10月踴躍前去塞易斯接受招安，但到了那裡他們被迫剝下衣服，赤裸地丟進牢車於城內遊街，接著凌虐致死。關於這場失信和欺騙，並不清楚是波利克拉特斯還是托勒密五世所下的旨意。

### 第五次敘利亞戰爭後的外交政策
第五次敘利亞戰爭後，托勒密五世致力於讓埃及重返大國舞台，並嘗試取回被塞琉古帝國奪去的失土，但這些舉動都沒有多少成功。前192年塞琉古帝國與羅馬之間的戰爭爆發，托勒密五世派使者向羅馬提議，願提供軍事和經濟資助，卻被羅馬元老院拒絕。很明顯羅馬人對於前194/193年托勒密埃及自行與安條克三世談和的舉動很不悅。另一次，前191年托勒密五世遣使向羅馬人道賀，慶賀羅馬在溫泉關戰役擊敗安條克三世，羅馬人再一次忽視。到了前188年羅馬迫使安條克三世簽下阿帕米亞和約，讓他交出在小亞細亞的所有領土，但羅馬人沒有把原屬於托勒密埃及的領土還給托勒密五世，而是轉交給盟友羅德島和帕加馬阿塔羅斯王國。
前187年塞琉古帝國安條克三世過世，王位傳給兒子塞琉古四世，托勒密五世開始進行大規模戰爭準備，目標是奪回柯里敘利亞失土。前185年，托勒密派遣他幼時好友，宦官阿里斯東尼克（Aristonicus）前去希臘招募雇傭兵。同時，也與從托勒密三世起就保持良好關係的亞該亞同盟結盟，埃及給予金錢和承諾交與船隻作為贈禮。為了提升他的名聲，托勒密五世於前182年的泛雅典娜节中讓他的賽車隊伍參賽。也在同年，阿里斯東尼克率領一支艦隊侵襲塞琉古帝國友好的腓尼基城邦艾爾瓦德島。
在前180年9月托勒密五世突然逝世，不到30歲英年早逝。古代歷史學家斷言他是被廷臣們所毒殺，因為托勒密五世企圖對塞琉古帝國發動大規模戰爭，廷臣們相信國王會奪走他們的財產來當戰爭資金而下殺手。他的長子托勒密六世繼位時還是小孩，由王后克麗奧佩脫拉一世擔任王國攝政。

## 政策

### 統治者崇拜

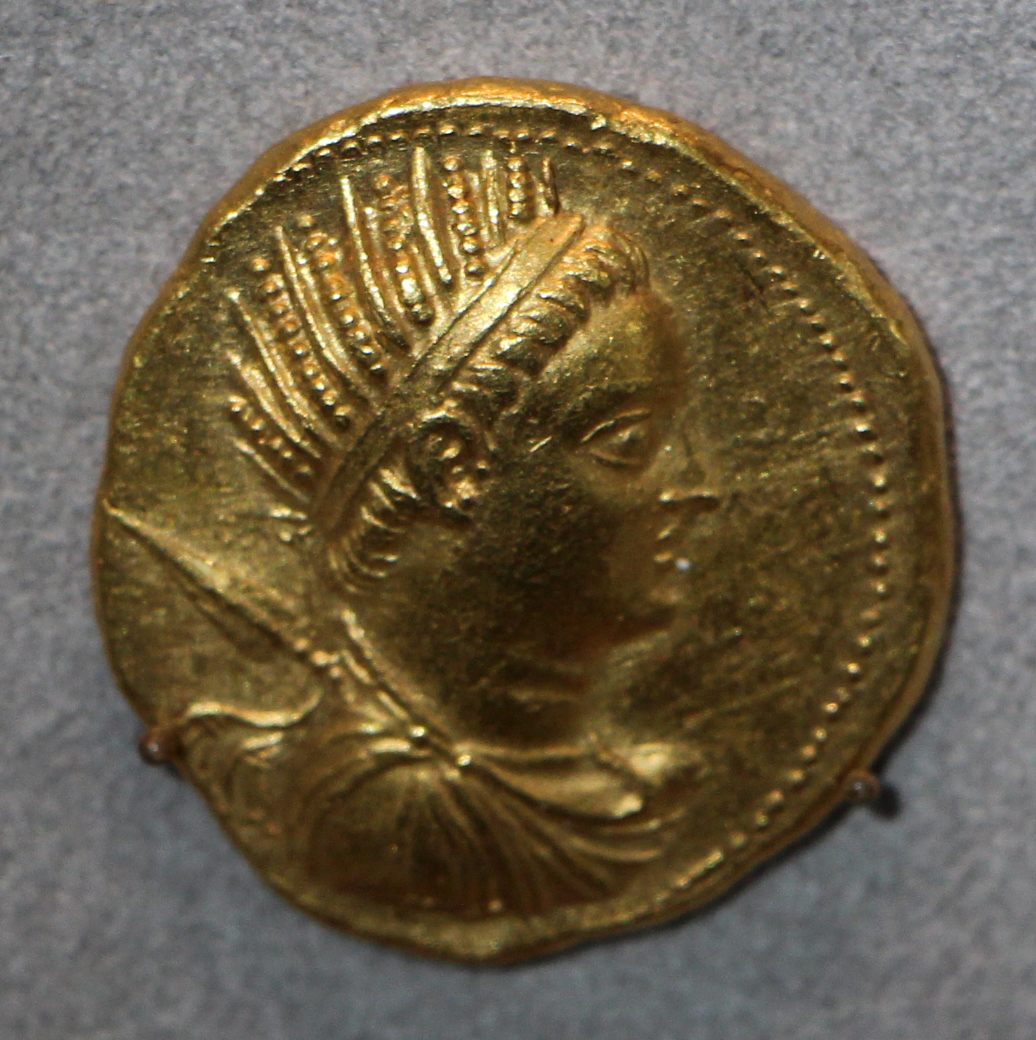
托勒密五世的八德拉克馬，正面他頭戴帶狀冠冕（diadem）和希臘式披風克萊米斯（chlamys）。

托勒密埃及既有一套統治者崇拜，其核心為四年一次的「托勒密節」和亞歷山大大帝祭司紀年，該名年紀年是以每年的祭司人名作為紀年方式，其中祭司頭銜中含所有的托勒密埃及君主，該紀年系統應用在官方文書中。大約在前199年的「托勒密節」中，托勒密五世被神格化為「顯赫的、施惠神」（Manifest, Beneficent God），他的名字被列入亞歷山大大帝祭司的頭銜之後。當前194/193年與克麗奧佩脫拉一世為結婚，這對王家伴侶被神化為「顯赫神」，名年祭司的頭銜則以此作為修改。
自從阿爾西諾伊二世過世起，之後的托勒密埃及王后去世後都會給予各自的神化崇拜殊榮，包含一位專屬的女祭司，她會在亞歷山卓宗教祭典中走在亞歷山大大帝祭司的後面，女祭司的名字也會出現在官方紀年的名年系統上。這慣例在托勒密五世下持續進行，在前199年他為他的母后阿爾西諾伊三世建立崇拜，但不同於阿爾西諾伊二世的女祭司「負籃者」（Kanephoros）和貝勒尼基二世的女祭司「攜獎者」（athlophorus），阿爾西諾伊三世的女祭司並沒有特別的頭銜，但她的女祭司為終生職而非任職一年期。
因為在第五次敘利亞戰爭中托勒密埃及失去大量的海外領土，埃及之外的賽普勒斯島對王國越發重要。托勒密政府在島上建立一套中央集權的宗教組織架構，由賽普勒斯島的總督（strategos）兼任該島的大祭司（archiereus），權責該島的王族崇拜。

### 法老思想和埃及宗教
如同他的歷位先王，托勒密五世遵循埃及的傳統，扮演法老的角色，並伴隨支持埃及上層祭司們。在托勒密三世和托勒密四世時期，透過宗教會議所發出的教令，國王和上層祭司們連結、互利。托勒密五世時期共發布三次教令，每次都銘刻在石碑上公布，以埃及聖書體、埃及世俗體和古希臘文書寫，豎立於全埃及。
其中，第一份教令是「孟菲斯教令」，它頒布於前196年3月27日，即托勒密五世加冕為埃及法老的那一天。當時托勒密五世裝扮成歐西里斯與伊西斯之子荷魯斯的樣子出席。在加冕時他被描述成傳統的法老形象，是新的荷魯斯神，並從他死去的父王身上接受王權，開啟他的復仇。孟菲斯教令提到托勒密五世擊敗呂科波里（Lycopolis）的叛軍，以此事像徵著新王的復仇成功，他碾碎埃及的敵人並使埃及回歸秩序。為了回報托勒密五世的恩惠，祭司們讓他享受宗教上的神格地位，如同他的先王一樣。並同意在埃及每一座神殿前都立托勒密五世的神像，還立一個節日慶祝托勒密五世的生日。
成功鎮壓叛軍法老安赫瑪基斯之後，在前186年9月頒布的「菲勒斯二號教令」中，托勒密五世的殊榮進一步擴大。祭司們要在每一座埃及神廟裡聖殿中的主神旁，以勝利之神的姿態另立一座新的托勒密五世神像，並在每年安赫瑪基斯敗亡之日上設立一個新節日，榮耀托勒密五世和王后克麗奧佩脫拉一世。爾後在前185年秋季頒布的「菲勒斯一號教令」中，再一次確定了上述措施，而在上埃及神廟中被安赫瑪基斯廢除的阿爾西諾伊二世以及兩位「愛父神」托勒密四世與阿爾西諾伊三世的祭祀與膜拜，也被恢復。除此之外，教令也給予王后克麗奧佩脫拉一世與予托勒密五世一般的各種殊榮。
自從亞歷山大大帝時代以來的托勒密王國統治者，都追求大規模的神廟建造政策，來攏絡埃及的上層祭司階級們。然而，托勒密五世沒有前任國王那種強大的國力，無法維持相同規模的建造計畫。其中一個理由是他的統治期間埃及財政和經濟環境更加困難，另一個理由是他的國土有一大部分淪陷至叛軍手中，如埃德富的荷魯斯神廟原本計畫要在前206年建造一個輝煌的大門，但隨後大叛亂爆發使這一工程最終延至前180年代後期才開始動工。因此托勒密五世的建設多著眼於王國北部區域，尤其是孟菲斯的阿匹斯神殿和阿努比斯神廟。學者Hölbl解釋，這些工程可能是打算把孟菲斯建造成埃及的宗教中心來削減底比斯的影響力，因當時底比斯是埃及大叛亂的爆發中心。
後世知名的羅塞塔石碑是在他任內所立，這份石碑使得近代的考古學家得以有機會對照各語言版本後，解讀出已經失傳千餘年的埃及象形文，對古埃及學上有重大意義。另外從石碑上推測，當時埃及祭司可能幫助托勒密政權度過這場危機，使得國王下詔感謝祭司。

## 婚姻和子女
托勒密五世在前194年迎娶塞琉古帝國安條克三世的女兒克麗奧佩脫拉一世，他們共育有3個孩子，後來兒女之間在前2世紀以不同的組合來統治著埃及。
| 名字             | 頭像 | 出生            | 死亡           | 附註 |
| ---------------- | ---- | --------------- | -------------- | --- |
| 托勒密六世       |      | 前186年5/6月    | 前145年        | 在前180年起在母親的攝政之下成為國王，在前170年到前164年與妹妹克麗奧佩脫拉二世結婚成為共治者，在前163到前145年再度復位。 |
| 克麗奧佩脫拉二世 |      | 前186年-前184年 | 前115年4月6日  | 在前170-前145年為托勒密六世的妻子兼共治者，在前145年-前132年為托勒密八世的妻子兼共治者，在前132年-前127年為單獨的統治者，於前124年-前115年再度成為托勒密八世的妻子兼共治者，在前116年-前115年間為克麗奧佩脫拉三世和托勒密九世的共治者。 |
| 托勒密八世       |      | 約前184年       | 前116年7月26日 | 前169年-前164年是托勒密六世和克麗奧佩脫拉二世的共治者，前164被六世放逐，前163年返回，於前163年-前145年成為昔蘭尼國王，前145年-前132年為克麗奧佩脫拉二世、克麗奧佩脫拉三世的共治者，在前124-前116年再復位。                              |

## 腳註
1. 1 2 3 4 5  Bennett, Chris. . Egyptian Royal Genealogy.   [2019-12-31]. （原始内容存档于2019-01-13）.
2. ↑  Clayton (2006) p. 208
3. ↑  Eckstein, Arthur M. . Berkeley: University of California Press. 2006: 23-24. ISBN 9780520246188.
4. ↑  Hölbl, 2001 & 127-133
5. ↑  Ludwig Koenen "Eine agonistiche Inschrift aus Ägypten und frühptolemäische " Königsfeste 73
6. 1 2  Bennett, Chris. . Egyptian Royal Genealogy.   [2020-01-11]. （原始内容存档于2019-01-13）.
7. ↑   查士丁, Epitome of Pompeius Trogus 30.2
8. ↑   波利比烏斯 15.25.3
9. ↑  E. R. Bevan 第252頁
10. 1 2 3 4  Hölbl 2001，第134-136頁
11. ↑  波利比烏斯 15.25.11-13
12. 1 2  波利比烏斯 15.20, 16.1.9, 16.10.1
13. ↑  查士丁, Epitome of Pompeius Trogus 30.2.8;
14. ↑  李維 Ab Urbe Condita 31.14.5;
15. ↑  阿庇安 Macedonica 4.1.
16. ↑  波利比烏斯 15.25.16-19
17. ↑  波利比烏斯 16.25.20-27.3
18. ↑  E. R. Bevan p.255 （页面存档备份，存于）
19. ↑  波利比烏斯 15.27-34
20. ↑  波利比烏斯 16.21-22
21. ↑  E. R. Bevan 第258頁
22. ↑  查士丁 30.2.8
23. 1 2 3  Hölbl 2001，第136-140頁
24. ↑  李維 Ab Urbe Condita 31.43.5-7
25. ↑  波利比烏斯 16.39;
26. ↑  波菲利（Porphyry） FGrH 260 F45-46
27. ↑  波利比烏斯16.8-19, 22a
28. ↑  波利比烏斯 16.27.5;
29. ↑  李維 Ab Urbe Condita 31.2.3
30. ↑  李維 33.19 （页面存档备份，存于）
31. ↑  李維 Ab Urbe Condita 33.20.4;
32. ↑  波菲利 FGrH 260 F46
33. ↑  波利比烏斯 18.40a;
34. ↑  李維 Ab Urbe Condita 22.28.1;
35. ↑  波菲利 FGrH 260 F45-46
36. 1 2 3 4 5  Hölbl 2001，第155-157頁
37. ↑  Bennett, Chris. . Egyptian Royal Genealogy.   [29 October 2019]. （原始内容存档于2019-10-31）.
38. ↑  波利比烏斯 22.17.1; 羅賽塔石碑 11
39. ↑  波利比烏斯 18.55.3-6
40. ↑  波利比烏斯 18.55.7; 狄奧多羅斯 Bibliotheca 18.14; 普魯塔克 Moralia 71c-d.
41. ↑  British Museum. . BBC.   [2020-07-09]. （原始内容存档于2010-09-22）.
42. ↑  Hölbl 2001，第165頁
43. ↑  波利比烏斯 18.49-52; 李維 Ab Urbe Condita 33.39-41; 阿庇安, Syriaca 3.
44. ↑  李維 Ab Urbe Condita 33.13; 卡西烏斯·狄奧 19.18
45. ↑  Bennett, Chris. . Egyptian Royal Genealogy.   [6 November 2019]. （原始内容存档于2019-09-28）.
46. ↑  波利比烏斯 22.17.3-7
47. ↑  李維 Ab Urbe Condita 36.41
48. ↑  李維 Ab Urbe Condita 37.3.9-11
49. ↑  波利比烏斯 21.45.8; 李維 Ab Urbe Condita 38.39
50. 1 2 3  Hölbl 2001，第141–143頁
51. ↑  波利比烏斯 22.22
52. ↑  波利比烏斯 22.3.5-9, 22.9
53. ↑  希臘銘文集成（Inscriptiones Graecae） II2 2314, line 41; S. V. Tracy & C. Habicht, Hesperia 60 (1991) 219
54. ↑  西西里的狄奧多羅斯 Bibliotheca 29.29; 耶柔米, Commentary on Daniel 11.20
55. 1 2 3  Hölbl 2001，第171頁
56. ↑  Bennett, Chris. . Egyptian Royal Genealogy.   [7 November 2019]. （原始内容存档于2019-09-28）.
57. 1 2 3 4  Hölbl 2001，第165–167頁
58. ↑  Translated text （页面存档备份，存于） on attalus.org
59. ↑  Hölbl 2001，第162頁
60. ↑  大英博物館. . BBC.   [2012-02-19]. （原始内容存档于2010-12-01）.
61. ↑  Chris Bennett. . Tyndale House.   [September 28, 2019]. （原始内容存档于2019-09-28）.

## 外部連結
- 托勒密五世 （页面存档备份，存于） Mahlon H. Smith撰寫

| 托勒密五世 托勒密王朝出生于：前209年逝世於：前181年 | 托勒密五世 托勒密王朝出生于：前209年逝世於：前181年 | 托勒密五世 托勒密王朝出生于：前209年逝世於：前181年 |
| --------------------------------------------------- | --------------------------------------------------- | --------------------------------------------------- |
| 前任： 托勒密四世                                   | 亞歷山卓的巴西琉斯和埃及法老 前204年－前181年       | 繼任： 托勒密六世                                   |